# Cocora
Cocora es una comuna ubicada en el distrito de Ialomița, Rumania.

## Superficie
Cuenta con una superficie de 52,19 kilómetros cuadrados.

## Demografía
Hasta 2021 la población era de 1899 habitantes, con una densidad de población de 36,39 habitantes por kilómetro cuadrado.